# 가미이구사역
가미이구사역(일본어: 上井草駅)은 일본 도쿄도 스기나미구에 있는 철도역이다. 세이부 철도가 관할하는 신주쿠 선이 지난다. 선라이즈가 근처에 있어서 역 앞에 건담 동상이 세워진 적도 있었다.

## 타는 곳
| ↑ 이오기     |
| 2 \| 1       |
| 가미이구사 ↓ |

| 1 | ■ 신주쿠 선 | 다나시・도코로자와・혼카와고에・하이지마 선 하이지마 방면 |
| 2 | ■ 신주쿠 선 | 사기노미야・다카다노바바・세이부 신주쿠 역 방면           |

## 역세권 정보
- 선라이즈

## 역사
- 1927년 4월 16일: 영업 개시.

## 인접 역
| 세이부 철도■신주쿠선      | 세이부 철도■신주쿠선 | 세이부 철도■신주쿠선                   |
| ------------------------- | -------------------- | -------------------------------------- |
| 이오기 세이부 신주쿠 방면 | ■보통                | 가미샤쿠지이 혼카와고에, 하이지마 방면 |